# Sibiraea tomentosa
Sibiraea tomentosa är en rosväxtart som beskrevs av Friedrich Ludwig Diels. Sibiraea tomentosa ingår i släktet Sibiraea och familjen rosväxter. Inga underarter finns listade i Catalogue of Life.